# Actiones adiecticiae qualitatis
Actiones adiecticiae qualitatis (lat. za tužbe koje dodaju kvalitetu [robu da bi mogao zaključiti neki obvezni odnos]) ili adjekticijske tužbe, tužbe su pretorskoga prava koje omogućuju trećim osobama naplatu duga iz obveznog odnosa koji je za svojega gospodara zaključio rob (ili osoba alieni iuris).
Dokaz su vještine rimskih pravnika da se učine valjanim poslovi koje zaključuju robovi.
Ovim se tužbama omogućuje pravna sigurnost trećih osoba. Naime, sa širenjem rimskog teritorija, i razvojem gospodarstva, nije više bilo mogućno da pater familias osobno obavlja sve poslove. Te je obveze morao predati sposobnijim sinovim (inače osobama alieni iuris) ili robovima.
Kako bi treće osoba imale jamstvo da će se zaključeni obvezni odnos poštovati, pretor je svojim ediktom zaštitio prava trećih. 
Budući da u Rimskom pravu bez tužbe nema prava (sine actio nulla obligatio) pretorski je edikt sadržavao nekoliko vrsta ove tužbe:
1. Actio de peculio
2. Actio quod iussu
3. Actio tributoria
4. Actio institoria
5. Actio exercitoria
6. Actio de in rem verso.